# Crayon Pop
Crayon Pop (hangul: 크레용팝) är en sydkoreansk tjejgrupp bildad år 2012 av Chrome Entertainment. Gruppen består av de fem medlemmarna Geummi, Ellin, Choa, Way och Soyul.
Crayon Pop debuterade i juli 2012 men hade inga större framgångar med sitt debutalbum Crayon Pop 1st Mini Album. Gruppen fick få möjligheter att framföra sina första singlar "Bing Bing", "Saturday Night" och "Dancing Queen" i musikprogram på TV. Istället uppmärksammades de genom sin egen marknadsföring med framträdanden på Seouls gator. I juli 2013 slog Crayon Pop igenom stort med hitsingeln "Bar Bar Bar" tack vare sina unika scenkläder och koreografi. Låten blev en viral succé som gjorde att gruppen fick ta emot flera musikpriser och även väckte intresse på den internationella scenen. Detta ledde till konserter utomlands och bland annat rollen som förband åt Lady Gaga under hennes turné i Nordamerika sommaren 2014.
Crayon Pop släppte ytterligare singlar som "Lonely Christmas" och "Uh-ee" innan de även gjorde sin debut i Japan. En undergrupp med namnet Strawberry Milk bestående av Choa och Way debuterade också i oktober 2014. I mars 2015 släppte Crayon Pop singeln "FM" och deras senaste singel "Doo Doom Chit" släpptes i september 2016.
Crayon Pops kontrakt med Chrome Entertainment löpte ut i mars 2017 och det är osäkert om gruppen kommer fortsätta eller upplösas.

## Karriär

### 2012: Debut medCrayon Pop 1st Mini Album

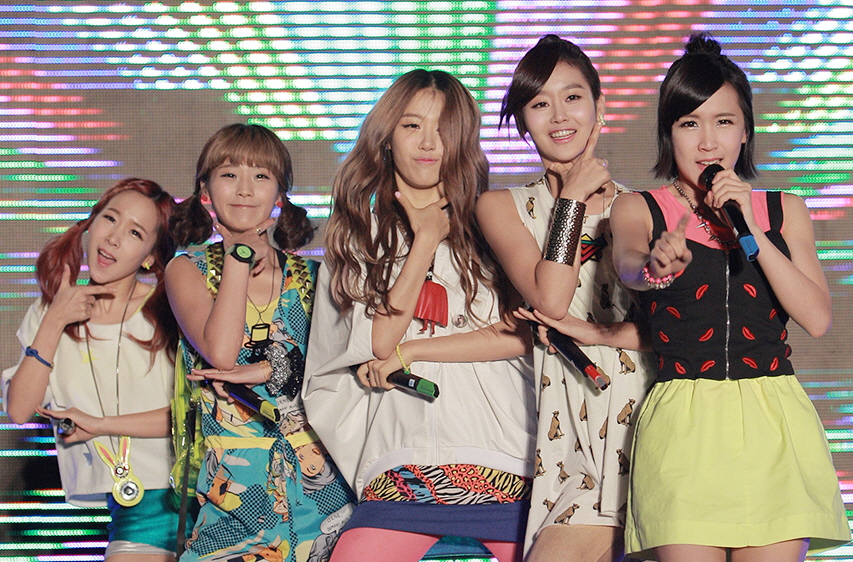
Crayon Pop framträder med "Saturday Night" i september 2012

Crayon Pop bildades av det nystartade skivbolaget Chrome Entertainment, och innan de debuterade i Sydkorea påbörjade de sina aktiviteter i Japan. Tidigt i karriären marknadsförde sig också gruppen själva genom att göra framträdanden på gatan. De kunde hålla upp skyltar som talade om för folk runt omkring dem att de var sångare och erbjöd förbipasserande att ta bilder tillsammans med dem. Crayon Pop som bestod av de fem medlemmarna Geummi, Ellin, Choa, Way och Soyul, släppte den 25 juni 2012 musikvideon tillhörande sin debutsingel med titeln "Bing Bing".
Crayon Pop släppte tre teasers från musikvideon tillhörande deras andra singel "Saturday Night", innan hela musikvideon släpptes den 18 juli 2012. Samma dag gav också Crayon Pop ut sitt debutalbum med titeln Crayon Pop 1st Mini Album som innehöll båda deras två första singlar. De gjorde sina debutframträdanden med "Saturday Night" under den kommande veckan  i musikprogram som Show Champion på MBC Music och M! Countdown på Mnet. I samband med deras TV-framträdanden blev "Crayon Pop" också den mest eftersökta termen i flera koreanska sökportaler på internet. Den 25 juli 2012 släpptes två helt nya musikvideor till "Saturday Night", varav en tillhörde en japansk version av låten. Den 29 augusti 2012 började också gruppens TV-serie Diary of Crayon Pop sändas på MBC Music, ett program som pågick i tre veckor.
I oktober 2012 återvände Crayon Pop med sin tredje singel "Dancing Queen", som de också började marknadsföra i musikprogram på TV. I samband med släppet av "Dancing Queen" släpptes dessutom en remix av deras tidigare singel "Bing Bing". I slutet av oktober gjorde gruppen flera gatuframträdanden med "Dancing Queen" över hela Seoul som en del av singelns marknadsföring. I januari 2013 höll Crayon Pop en nyårskonsert i Shibuya i Japan, vars biljetter sålde slut inom en timme. Redan under det första halvåret sedan debuten hade Crayon Pop attraherat en stabil fanskara, som även inkluderade utländska fans. Det var däremot fortfarande inte många i Sydkorea som kände till ugruppen trots deras unika stil, eftersom de fick mindre sändningstid på TV på grund av att de tillhörde ett ej etablerat skivbolag. Det fanns också en oro bland fans för gruppens framtid då Chrome Entertainment inte lade ner tillräckligt med resurser på Crayon Pop för att de skulle kunna marknadsföras ordentligt.

### 2013: Genombrott med "Bar Bar Bar"
Under början av år 2013 marknadsförde Crayon Pop återigen sin debutsingel "Bing Bing" då man inte hade gjort det ordentligt vid debuten, och i april rapporterades det att gruppen skulle återvända med nytt material under sommaren. När Crayon Pop marknadsförde sig i Japan i maj 2013 medverkade temporärt en sjätte medlem i gruppen med namnet Arisa, och som var utbytesstudent vid Dongguk University i Sydkorea. I slutet av maj 2013 bekräftade Crayon Pop att ett nytt album skulle släppas i juni, och den 30 maj fastställdes datumet för gruppens återkomst med den nya singeln "Bar Bar Bar". Låten hade först varit ämnad för Chrome Entertainments pojkband K-Much, men gavs sedan istället till Crayon Pop då man tyckte att den tillhörande danskoreografin passade dem bättre. Under början av juni publicerades teasers inför släppet av den nya singeln.
Normalt sett framträder kändare artister med sina nya låtar i musikprogram på TV, men som de nybörjare Crayon Pop fortfarande var fick de marknadsföra sig på andra sätt. Gruppen framförde sin nya singel "Bar Bar Bar" på Dongdaemuns gator i Seoul under dagarna innan det officiella släppet, samt vid ett evenemang anordnat av den koreanska varuhuskedjan Migliore. Den 13 juni 2013 släpptes till slut den första musikvideon till Crayon Pops nya singel "Bar Bar Bar". Låten uppnådde först bara lägre placeringar på landets musiktopplistor innan den helt föll bort från listorna, men efter att en ny musikvideo släppts den 23 juni 2013, kom "Bar Bar Bar" att bli Crayon Pops stora genombrott. I den nya videon skojar gruppmedlemmarna omkring på ett övergivet tivoli iförda deras unika utstyrslar, och utför en unik danskoreografi som involverar att hoppa upp och ner. "Bar Bar Bar" började nu långsamt klättra tillbaka upp på musiktopplistorna då den nya videon till låten väckte mer och mer uppmärksamhet.

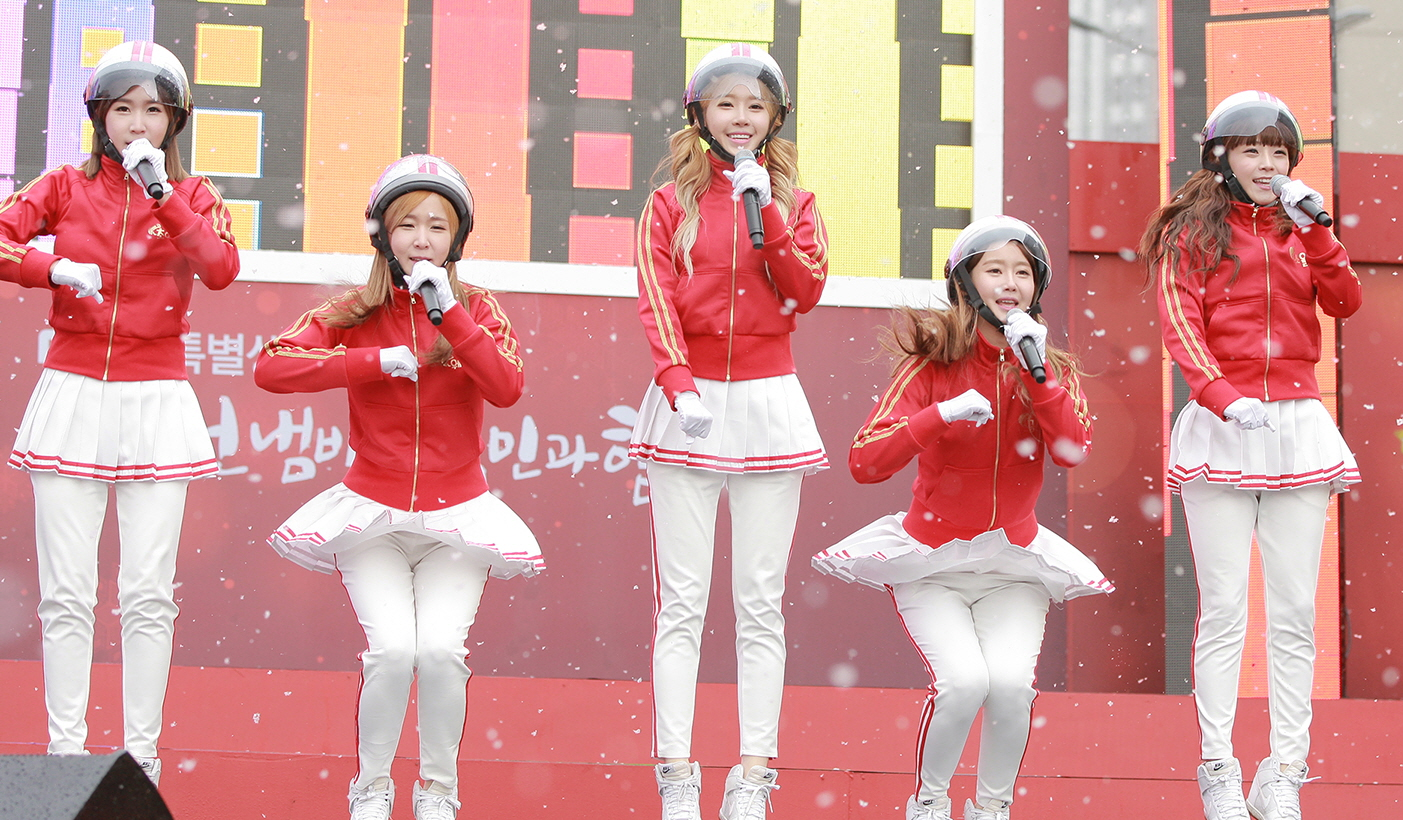
Crayon Pop framträder med "Bar Bar Bar" i december 2013

Efter att "Bar Bar Bar" redan varit utgiven i närmre en månad, uppnådde den i juli 2013 första plats på topplistorna hos större digitala musikförsäljare som Daum och Naver. Samtidigt tog musikvideon också över första platsen på MelOns videotopplista, före nya musikvideor från redan etablerade artister som 2NE1, Ailee, A Pink och Beast. Låten kom även att som högst uppnå en tredje plats på den nationella singellistan Gaon Chart i början av augusti, och blev snabbt även landets mest populära låt att sjunga vid karaoke.
Under sommaren 2013 var Crayon Pop en av de mest omtalade grupperna inom K-pop genren. Gruppen som tog Sydkorea med storm blev snart en nationell sensation, och parodier av deras dansnummer från "Bar Bar Bar" spreds snabbt över internet. Den hoppande dansen kom att bli en trend i Sydkorea och började framföras även av andra kändisar vid olika sammanhang. Även okända människor som laddade upp danscovers på Youtube uppnådde miljontals visningar på sina videoklipp, vilket också ledde till uppmärksamhet i internationell media. Det virala fenomenet som uppstod liknades vid tjejgruppen Wonder Girls som år 2007 hade samma typ av effekt med sin låt "Tell Me". Genom sin låt "Bar Bar Bar" skulle Crayon Pop under kommande år fortsätta att väcka uppmärksamhet även utomlands, inte bara i Asien men även i Nordamerika.
"Bar Bar Bar" beskrevs som en av de mest annorlunda hitlåtarna under 2013 inom K-pop genren, och uppmärksammades för att först ha försvunnit från listorna kort efter släppet, bara för att sedan komma tillbaka och uppnå topplaceringar efter den nya musikvideon. Vid slutet av året släppte Gaon Chart listor som visade att "Bar Bar Bar" var en av de mest nedladdade och uppspelade låtarna i Sydkorea under hela 2013. Framgångarna för låten som av många ansågs vara sommarens största hit, liknades ofta med den världskända hitlåten "Gangnam Style" av sångaren Psy. YG Entertainments grundare Yang Hyun-suk utnämnde "Bar Bar Bar" som den största hitlåten under första halvan av 2013, trots hans skivbolags framgångar med Psys låt "Gentleman" under samma period. I juni 2013 blev Crayon Pop genom ett reklamkontrakt avatarer i det sydkoreanska MMORPG-spelet Elsword, och i juli påbörjade Chrome Entertainment ett samarbete med Sony Music Entertainment Korea specifikt för att få Crayon Pop att växa på den internationella scenen.
Den 30 augusti 2013 vann Crayon Pop med "Bar Bar Bar" i musikprogrammet Music Bank på KBS, vilket också skulle bli deras enda vinst. Under marknadsföringen i musikprogrammen blev Crayon Pop annars flera gånger nobbade första plats av pojkbandet EXOs låt "Growl". I augusti rapporterades det att en ny musikvideo till "Bar Bar Bar" skulle släppas, och videon till "Bar Bar Bar 2.0" släpptes till slut den 9 september. Denna nya så kallade globala versionen av låten hade ett annorlunda intro från originalversionen och dessutom en omgjord bakgrundsmusik. Videon till den nya versionen hade inom fem dagars tid uppnått fler än en miljon visningar på Youtube. I augusti 2013 fick Crayon Pop också utstå anklagelser för att ha kopierat sitt unika koncept från den japanska tjejgruppen Momoiro Clover Z, men försvarade sig genom att hävda att de bara fått inspiration av sina förebilder DJ DOC, en koreansk hiphopgrupp bildad på 90-talet.

### The Streets Go Discooch "Lonely Christmas"
I augusti 2013 bekräftade Chrome Entertainment att Crayon Pop skulle komma tillbaka med nytt material i september. Crayon Pop medverkade i augusti i komediprogrammet SNL Korea på TV-kanalen tvN, och i slutet av månaden släppte de även en musikvideo och parodi av "Itaewon Freedom", en låt som blivit känd i Sydkorea genom artisterna UV och J. Y. Park. I samband med den koreanska högtiden Chuseok, framträdde Crayon Pop i september 2013 vid Busan Paik Hospital för sjukhusets patienter.
Den 26 september 2013 släppte Crayon Pop sitt andra album med titeln The Streets Go Disco, och som innehåller remixer och nya versioner av deras tidigare släppta singlar. En musikvideo släpptes också till låten "Dancing Queen 2.0" som var huvudsingeln från skivan, och en remix av deras tidigare singel "Dancing Queen". Crayon Pop medverkade i Human Documentary som sändes på MBC den 28 september 2013 och som gav en inblick i gruppmedlemmarnas vardagsliv. Den 3 oktober 2013 spelade Crayon Pop in en reklamfilm med "Bar Bar Bar" i Seoul för den koreanska kafékedjan Caffé Bene. Den 5 oktober 2013 hölls en flashmob i New York som utförde den hoppande dansen från Crayon Pops "Bar Bar Bar", detta i samband med den 33:e Korean Heritage Parade som hölls i staden. I oktober blev Crayon Pop även modeller för Korea Scout Association, samt medverkade som modeller i den koreanska versionen av tidskriften Marie Claire.

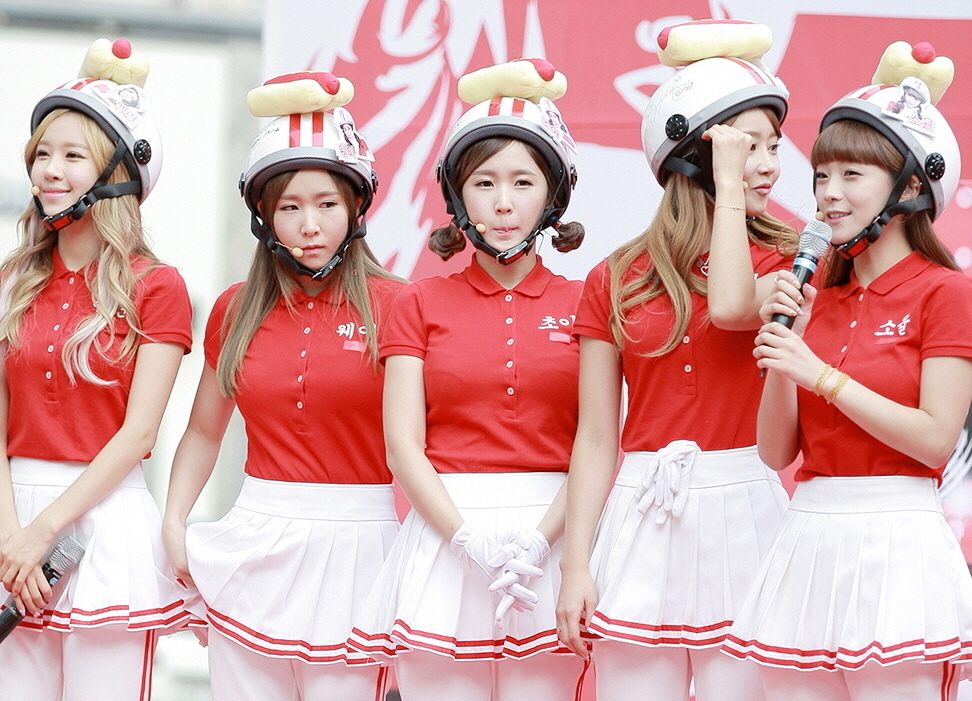
Crayon Pop i september 2013

Den 9 oktober 2013 framträdde Crayon Pop vid Asia Song Festival 2013 som hölls i Jamsil Olympic Stadium i Seoul, och den 24 oktober tog gruppen även emot ett pris vid Style Icon Awards 2013 för sitt unika koncept. Den 27 oktober framträdde de som gästartister vid ett evenemang i Seoul anordnat av punkbandet Crying Nuts. Den 30 oktober höll Crayon Pop sin allra första solokonsert med titeln 1st POPCON in Seoul och som hade gratis inträde. På konserten framförde de bland annat sina tidigare singlar "Saturday Night", "Dancing Queen", "Bing Bing" och "Bar Bar Bar", samt gästades av artister som Bumkey, MYNAME, 100% och The SeeYa. Konserten kom även att sändas i efterhand på TV-kanalen MBC Music den 12 november. Den 3 november 2013 reste Crayon Pop till Australien för att framträda på offentliga platser och träffa fans. Vid ett evenemang i Sydney den 8 november skrev de autografer och framförde både "Bar Bar Bar" och "Dancing Queen". Gruppen medverkade även i det australiska TV-programmet Wacky World Beaters, och i februari 2014 skulle de också komma att ge ut en fotobok med bilder från sin tid i landet.
Den 14 november 2013 hölls MelOn Music Awards i Seoul där Crayon Pop fick ta emot utmärkelsen Hot Trend Award. Den 15 november höll gruppen sin allra första solokonsert i Japan med titeln POPCON in Tokyo. Gruppen framträdde med låtar som "Dancing Queen" och "Bar Bar Bar" under gratiskonserten som attraherade över tvåtusen fans i Tokyo. Vid konserten medverkade även Chrome Entertainments pojkband Snakehead (K-Much), samt andra japanska artister som bjudits in för att framträda. Den 22 november 2013 framträdde Crayon Pop med "Bar Bar Bar" vid Mnet Asian Music Awards i Hongkong tillsammans med den norska duogruppen Ylvis.
De första teaserbilderna inför gruppens återkomst släpptes den 18 november 2013, och den 25 november släpptes en teaservideo från musikvideon tillhörande gruppens nya singel "Lonely Christmas", innan hela musikvideon släpptes den 2 december. Låten kom att ligga etta i fyra raka veckor på Gaon Charts Social Chart, en officiell lista som rankar musik i Sydkorea efter popularitet på sociala medier som Youtube, Facebook och Twitter. Till skillnad från "Bar Bar Bar" vann aldrig "Lonely Christmas" vid något musikprogram, även om den vid tillfälle nominerades till första pris. "Lonely Christmas" anklagades även för att vara lik signaturmelodin från den japanska animeserien Lupin III, men kompositören Kim Yoo-min förnekade plagiat och påpekade att låtarna faller under samma genre, samt har liknande rytmik. Crayon Pop anklagades dessutom för andra gången under sin karriär för att kopiera från den japanska tjejgruppen Momoiro Clover Z, detta på grund av den julgransliknande klädsel de bar vid marknadsföringen av "Lonely Christmas".
I december 2013 samarbetade Crayon Pop med medieföretaget CJ E&M för att skapa sin egen mobilapp Crayon Pop in me, som gör det lättare för gruppen att nå ut med sitt material via smarttelefoner, däribland deras eget program Crayon Pop TV. I december vann gruppen även utmärkelsen Rising Star från Hawaii International Music Award Festival. Den 19 december 2013 framträdde Crayon Pop i julavsnittet av M! Countdown på Mnet, och den 20 december framträdde de även i det avslutande julavsnittet av Music Bank på KBS. Den 22 december  medverkade gruppen i TV-programmet 1000 Song Challenge på SBS, och den 29 december framträdde de med "Bar Bar Bar" vid den årliga showen SBS Gayo Daejeon på samma TV-kanal. Den 31 december framträdde gruppen dessutom vid den årliga showen MBC Gayo Daejejeon på MBC.

### 2014: "Uh-ee" och Strawberry Milk

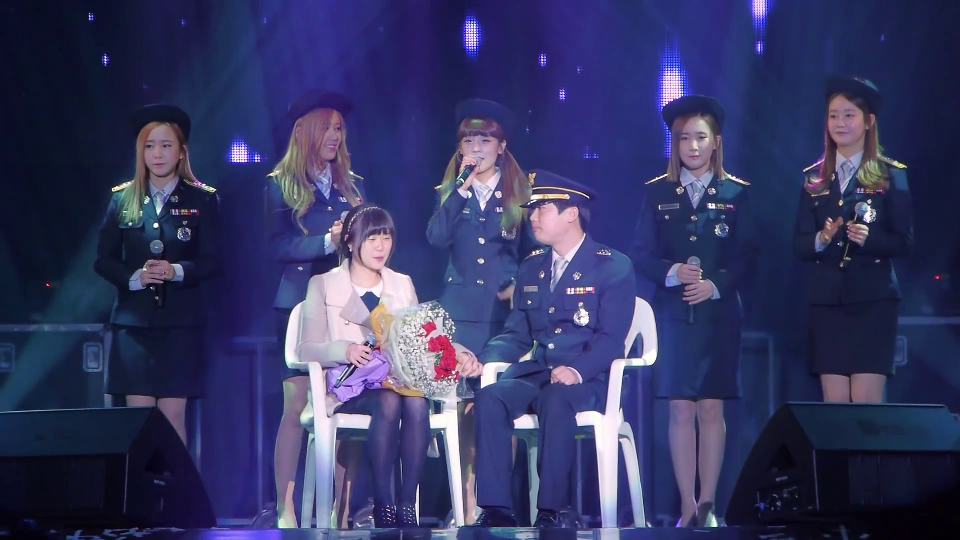
Crayon Pop vid en välgörenhetskonsert i februari 2014

Den 16 januari 2014 tog Crayon Pop emot utmärkelsen New Rising Star (Digital) vid det 28:e Golden Disk Awards i Seoul, landets mest prestigefyllda ceremoni för utdelning av musikpriser. Vid evenemanget som sändes live på JTBC, framträdde gruppen också med sin hitsingel "Bar Bar Bar". Den 23 januari 2014 tog gruppen dessutom emot utmärkelsen New Artist Award vid det 23:e Seoul Music Awards, där de också gjorde ett scenframträdande. Den 12 februari 2014 tog Crayon Pop emot priset Hot Trend Award, samt framträdde vid Gaon Chart K-Pop Awards i Seoul. Den 14 februari medverkade gruppen i det populära kinesiska TV-programmet The Lantern Festival på Hunan TV tillsammans med det koreanska pojkbandet EXO, där de också framförde sin singel "Bar Bar Bar". Den 16 februari höll Crayon Pop en välgörenhetskonsert för Koreas brandförsvar tillsammans med sångaren Kim Jang-hoon, efter att också ha spelat in en låt med titeln "Hero" tillsammans med honom. I februari 2014 rapporterades det att Crayon Pop skulle komma tillbaka med nytt material i april, och släppdatumet för deras kommande singel bekräftades i mars. I slutet av mars var gruppen också i Hongkong där de framträdde med flera av sina tidigare singlar live framför över tusen fans.
Den 24 mars 2014 släpptes en videoteaser från musikvideon tillhörande gruppens kommande singel "Uh-ee", och de framförde låten live vid ett evenemang för media den 28 mars. Den 29 mars framförde de den även för offentligheten vid ett gratis evenemang i Seoul, där de också framförde alla sina tidigare singlar, samt gästades av Chrome Entertainments nya killgrupp K-Much. Den 31 mars 2014 släpptes musikvideon till "Uh-ee", och i den medverkade även artister som DJ DOC och Bumkey. "Uh-ee" skrevs av Kang Jin-woo som tidigare även legat bakom Crayon Pops singlar "Saturday Night" och "Dancing Queen". En del av texten i låten "Uh-ee" behövde först modifieras för att gruppen skulle få framträda med den på den statliga TV-kanalen KBS, allt på grund av ett japanskt ord, men originalversionen fick grönt ljus av både SBS och MBC. Med "Uh-ee" gjorde gruppen sitt första TV-framträdande i ett specialavsnitt av M! Countdown som sändes på Mnet den 3 april 2014. Programmet med titeln Global M! Countdown spelades in dagen innan i Yokohama i Japan. Den 3 april var gruppen tillbaka i Sydkorea för att hålla ett gratisevenemang för allmänheten i Myeongdong i Seoul, och gruppen gjorde flera liknande gatuframträdanden med "Uh-ee" i både Seoul och Busan. Under marknadsföringen av "Uh-ee" använde gruppen kläder inspirerade av den traditionella koreanska dräkten Hanbok. Den 5 april uppnådde låten tionde plats på den nationella singellistan Gaon Chart, vilket också kom att bli låtens topplacering, och den nådde dessutom första plats på Gaon Charts Social Chart. Den 8 april genomförde Crayon Pop det ceremoniella öppningskastet vid baseballmatchen mellan Kia Tigers och Nexen Heroes i den koreanska högstaligan, innan de även gjorde ett framträdande med "Uh-ee" på planen. I maj 2014 blev Crayon Pop modeller för sminkmärket COSON, samt spelade in en reklamfilm för kycklingmärket Tiba. Den 20 juni 2014 släppte Crayon Pop singeln "Hey Mister", som var OST till TV-serien Trot Lovers på KBS.

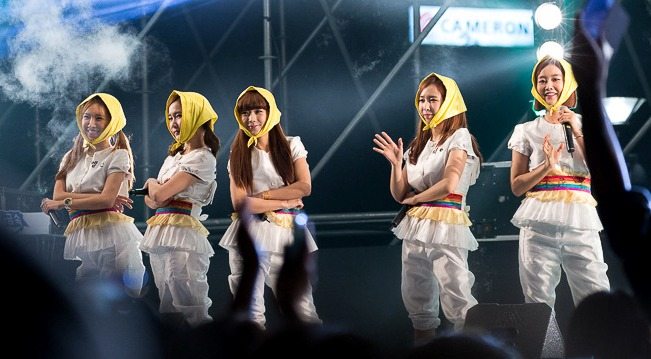
Crayon Pop framträder med "Uh-ee" i augusti 2014

Crayon Pop var öppningsnummer vid den amerikanska sångerskan Lady Gagas turné som inleddes i Milwaukee den 26 juni 2014 och avslutades i Los Angeles den 22 juli 2014. Totalt framträdde de vid 13 av hennes konserter på 12 olika platser i USA och Kanada, innan de återvände till Sydkorea den 24 juli. Gruppen bar Sydkoreas flagga på sina hjälmar vid framträdandet på American Airlines Center i Dallas den 17 juli, då det var konstitutionsdag i Sydkorea. Under tiden i USA framträdde de även vid andra evenemang och på amerikansk TV. Den 28 juli 2014 presenterade Crayon Pop väderleksrapporten i nyhetsprogrammet Morning Wide på SBS. Den 31 juli började det också säljas en tecknad serietidning baserad på Crayon Pops verkliga framgångssaga. I augusti 2014 hade Chrome Entertainment bekräftat att Crayon Pop arbetade på sitt allra första fulla studioalbum planerat för utgivning i september, men det sköts upp i samband med att gruppen skulle debutera sin första undergrupp.
Rykten om en undergrupp för Crayon Pop hade startat redan i maj 2014, och i september bekräftade till slut Chrome Entertainment att Crayon Pops första undergrupp med namnet Strawberry Milk, bestående av tvillingarna Choa och Way, skulle debutera i oktober. Chrome Entertainment hade ända sedan Crayon Pops debut haft planer på att någon gång skapa en tvillinggrupp bestående av de två medlemmarna. Duons debutalbum och deras första singel med titeln "OK", släpptes med en tillhörande musikvideo den 15 oktober 2014. Den 26 september 2014 släppte Crayon Pop singeln "C'mon C'mon" med tillhörande musikvideo, en låt som var OST till dramaserien Hi! School: Love On på KBS och som gruppmedlemmen Choa själv medverkade i. Den 4 oktober 2014 framträdde Crayon Pop i Tokyo i Japan i samband med Chrome Entertainments första konsert i landet. Skivbolaget bekräftade också att Crayon Pop i november skulle släppa sitt allra första album i Japan och även fortsätta med ytterligare släpp där tidigt nästa år. I slutet av november 2014 släpptes teasers inför Chrome Entertainments julsingel som Crayon Pop medverkade i tillsammans med andra av skivbolagets artister, och den 3 december 2014 släpptes hela musikvideon till låten med titeln "Love Christmas", framförd tillsammans med Bob Girls, K-Much och Zan Zan. I slutet av december 2014 publicerade Gaon Chart statistik som visade att Crayon Pop var den fjortonde bäst säljande tjejgruppen under året, singlar och album kombinerat.

### 2015-2016:FMoch aktiviteter i Japan
I januari 2015 meddelade Chrome Entertainment att Crayon Pop skulle komma tillbaka följande månad med nytt material, producerat i samarbete med låtskrivaren Shinsadong Tiger, men släppdatumet flyttades dessvärre fram till slutet av mars. Den 12 januari 2015 släppte Crayon Pops Soyul en musikvideo till låten "Y-Shirt", ett nytt projekt i samarbete med Rainbow Bridge Agency, och i videon medverkade även de andra gruppmedlemmarna. I samband med kinesiskt nyår släppte Crayon Pop låten "123 Happy New Year" framförd tillsammans med det kinesiska pojkbandet DT Boys, Crayon Pops första släpp i Kina. Den 19 mars 2015 framträdde Crayon Pop vid festivalen South by Southwest i Austin i Texas med sin kommande singel.
Den 16 mars 2015 släpptes den första teaservideon från musikvideon tillhörande Crayon Pops nya singel "FM", med inspiration från Power Rangers, och efter ytterligare bilder och videoteasers under kommande dagar, släpptes till slut hela musikvideon till "FM" den 27 mars 2015. Även en dansversion av musikvideon släpptes som fokuserar på koreografin. Gruppen gjorde sina första framträdanden med låten i musikprogram som M! Countdown på Mnet den 26 mars och Music Bank på KBS den 27 mars. I samband med sin återkomst släppte Crayon Pop även sitt tredje koreanska album FM som nådde sjätte plats på den nationella albumlistan Gaon Chart.
I slutet av april 2015 medverkade Choa och Way i singeln "Road" framförd av Bear Planet (Kim Yoo-min), låtskrivaren bakom Crayon Pops "Bar Bar Bar" och "Lonely Christmas". I maj 2015 medverkade gruppen i videon Can't Stop Crayon Pop! producerad av Funny or Die, som tidigare skapat komiska videor tillsammans med andra K-popartister och amerikanska kändisar. Samma månad spelade de in låten "Sup (Wassup)" tillsammans med Robin Deiana, en känd fransman baserad i Sydkorea. Den 13 juni 2015 framträdde Crayon Pop tillsammans med grupper som K-Much och Mamamoo vid K-pop World Festival Concert in Mongolia som hölls i Ulan Bator i Mongoliet. I augusti 2015 medverkade Crayon Pop vid ett evenemang som anordnats av deras fans för att fira tre år sedan gruppens debut. Den 20 augusti 2015 var gruppen även involverad i en bilolycka i Seoul när en buss körde på deras fordon bakifrån, men medlemmarna kunde helt oskadda lämna sjukhuset samma dag.
I juli 2015 släppte Crayon Pop sin allra första japanska singel med titeln "Rarirure", och i november 2015 släppte de även sin andra japanska singel "Dancing All Night" med en tillhörande musikvideo. I december 2015 spelade gruppen in en reklamfilm för det kinesiska sminkmärket Monomola där de för första gången framförde en version av "Bar Bar Bar" på kinesiska. I januari 2016 släppte medlemmarna Choa och Way en digital singel med titeln "I Hate You". Crayon Pops självbetitlade debut-studioalbum i Japan släpptes den 20 januari 2016 och följdes av konserter i landet. Den 16 mars 2016 släpptes en konsert inspelad i Nagoya på DVD som Pop in Japan. Den 24 augusti 2016 släppte det mexikanska pojkbandet CD9 singeln "Get Dumb" som Crayon Pop medverkar i som gästartist. Låten släpptes i två versioner, en på engelska och en tvåspråkig på spanska och koreanska.

### 2016-idag:Evolution Pop Vol. 1och senaste aktiviteter
I augusti 2016 meddelade Chrome Entertainment att Crayon Pop skulle komma tillbaka med nytt material, bland annat producerat av medlemmarna själva. Enligt skivbolaget skulle man skapa det första självproducerade albumet av en tjejgrupp och medlemmarna själva stod för produktionen av bland annat musikvideon. Soyul designade även en ny logotyp för gruppen, den första sedan debuten 2012. Via gruppens Naver V-applikation kunde man följa medlemmarnas medverkan i produktionen fram till släppet. Den 8 september släpptes teaservideon för singeln "Vroom Vroom" innan hela musikvideon hade premiär efterföljande dag. Den 22 september släpptes även teaservideon för singeln "Doo Doom Chit", huvudsingel från gruppens kommande album. Medlemmarna själva hade inte stora förväntningar på att uppnå samma framgång med det nya självskapade materialet som man tidigare haft med hitsingeln "Bar Bar Bar".
Den 26 september 2016 släppte Crayon Pop sitt allra första fulla koreanska studioalbum med titeln Evolution Pop Vol. 1, tillsammans med hela musikvideon till den nya singeln "Doo Doom Chit". Albumet innehåller totalt åtta låtar och inkluderar den nya singeln som är skriven av Oh Chang-hoon och Park Sung-ho. Inför släppet höll man ett evenemang för fans och media den 23 september. Gruppen marknadsförde det nya materialet till störst del utan medlemmen Soyul, detta då hon tillfälligt stoppat sina aktiviteter på grund av ångeststörningar. Evolution Pop Vol. 1 var ett av de tio bäst säljande albumen i Sydkorea enligt den nationella albumlistan Gaon Chart under veckan som slutade den 1 oktober.
Den 10 november 2016 påbörjade Crayon Pop en crowdfunding via webbplatformen Makestar för att samla ihop pengar åt Crayon Pop Winter Party, ett evenemang med framträdanden och andra aktiviteter för gruppens fans. Målet var att samla in cirka 8 600 USD (10 miljoner KRW) vilket man också uppnådde efter bara två timmar, och dubblerade inom ett dygn, något som var ett nytt rekord för tjänsten. När projektet avslutades den 31 januari 2017 hade gruppen samlat in mer än sex gånger så mycket pengar som man först begärde, totalt mer än 52 000 USD donerat av 323 individer, en snittdonering på mer än 160 USD per person. Beroende på summan donerad tillhör personerna fem olika kategorier som ger mer priser desto mer pengar man har donerat, och inkluderar allt från signerade skivor, handskrivna kort och andra presenter från gruppmedlemmarna. Evenemanget kommer att hållas någon gång i februari.
I februari 2017 meddelade Chrome Entertainment att det är osäkert om man kommer förnya sitt kontrakt med gruppen som löper ut i mars samma år. Skivbolaget kommer hålla en diskussion med medlemmarna och sedan fatta ett beslut. Det har spekulerats i att gruppen kan komma att upplösas i samband med att medlemmen Soyul gifter sig i februari.

## Stil och koncept
Crayon Pop har blivit kända inom K-pop genren för sina medryckande låtar, unika koreografi och för att vara annorlunda än andra tjejgrupper. De har också uppmärksammats för sina gatuframträdanden som de påbörjade tidigt i karriären och sedan dess fortsatt med.
Deras utstyrslar har också väckt uppmärksamhet, speciellt hjälmarna de bar under marknadsföringen av singeln "Bar Bar Bar". Förutom sina hjälmar har gruppen periodvis framträtt på scen iförda allt från skoluniformer och träningsoveraller till traditionella dräkter och julgranar.
Hjälmarna blev inte bara en ikon för gruppens hitsingel "Bar Bar Bar" utan även för gruppen generellt, och medlemmarna bar dem till och med vid ceremonier för utdelning av musikpriser. Crayon Pops medlemmar har själva sagt att de i början skämdes över att framträda med hjälmarna, och att de var både varma och obekväma att ha på sig. De har också påpekat att folk sällan kände igen dem när de inte hade på sig sina hjälmar, men att de tyckte det var skönt eftersom de då också kunde leva mer normala liv. Enligt Way har medlemmarna två olika liv, ett medan de bär hjälmarna och ett helt annat när de inte gör det. Två år efter att gruppen lagt hjälmarna på hyllan var det fortfarande den accessoaren som gruppen av många förknippades med och Crayon Pop hade i september 2016 fortfarande som målsättning att bli älskade även utan hjälmarna.

## Medlemmar
| Artistnamn   | Artistnamn | Födelsenamn     | Födelsenamn | Födelsedatum |
| Romanisering | Hangul     | Romanisering    | Hangul      | Födelsedatum |
| ------------ | ---------- | --------------- | ----------- | ------------ |
| Geummi       | 금미       | Baek Bo-ram     | 백보람      | 18 juni 1988 |
| Ellin        | 엘린       | Kim Min-young   | 김민영      | 2 april 1990 |
| Choa         | 초아       | Heo Min-jin     | 허민진      | 12 juli 1990 |
| Way          | 웨이       | Heo Min-seon    | 허민선      | 12 juli 1990 |
| Soyul        | 소율       | Park Hye-kyeong | 박혜경      | 15 maj 1991  |

## Diskografi

### Album
| Albuminformation                                               | Topplacering          | Topplacering   |
| Albuminformation                                               | Sydkorea (Gaon Chart) | Japan (Oricon) |
| -------------------------------------------------------------- | --------------------- | -------------- |
| Koreanska                                                      |                       |                |
| Crayon Pop 1st Mini Album (EP-skiva) - Släppt: 18 juli 2012    | —                     | —              |
| The Streets Go Disco (EP-skiva) - Släppt: 26 september 2013    | 5                     | —              |
| FM (EP-skiva) - Släppt: 27 mars 2015                           | 6                     | —              |
| Evolution Pop Vol. 1 (Studioalbum) - Släppt: 26 september 2016 | 10                    | —              |
| Japanska                                                       |                       |                |
| Pop! Pop! Pop! (EP-skiva) - Släppt: 19 november 2014           | —                     | 48             |
| Crayon Pop (Studioalbum) - Släppt: 20 januari 2016             | —                     | 27             |
| Pop in Japan (Videoalbum) - Släppt: 16 mars 2016               | —                     | 51             |

### Singlar
| År        | Titel                                                | Topplacering          | Topplacering   |
| År        | Titel                                                | Sydkorea (Gaon Chart) | Japan (Oricon) |
| --------- | ---------------------------------------------------- | --------------------- | -------------- |
| Koreanska |                                                      |                       |                |
| 2012      | "Bing Bing"                                          | —                     | —              |
| 2012      | "Saturday Night"                                     | —                     | —              |
| 2012      | "Dancing Queen"                                      | 156                   | —              |
| 2013      | "Bar Bar Bar"                                        | 3                     | —              |
| 2013      | "Lonely Christmas"                                   | 12                    | —              |
| 2014      | "Hero" (med Kim Jang-hoon)                           | 137                   | —              |
| 2014      | "Uh-ee"                                              | 10                    | —              |
| 2014      | "Hey Mister" (OST: Trot Lovers)                      | 60                    | —              |
| 2014      | "C'mon C'mon" (OST: Hi! School: Love On)             | —                     | —              |
| 2014      | "Love Christmas" (med K-Much, Bob Girls och Zan Zan) | —                     | —              |
| 2015      | "FM"                                                 | 45                    | —              |
| 2015      | "Sup (Wassup)" (med Robin Deiana)                    | 82                    | —              |
| 2016      | "Vroom Vroom"                                        | —                     | —              |
| 2016      | "Doo Doom Chit"                                      | 94                    | —              |
| Japanska  |                                                      |                       |                |
| 2015      | "Rarirure"                                           | —                     | 25             |
| 2015      | "Dancing All Night"                                  | —                     | 21             |
| Kinesiska |                                                      |                       |                |
| 2015      | "123 Happy New Year" (med DT Boys)                   | —                     | —              |
| Engelska  |                                                      |                       |                |
| 2016      | "Get Dumb" (med CD9)                                 | —                     | —              |

## Utmärkelser
| År   | Prisutdelning                             | Kategori                       |
| ---- | ----------------------------------------- | ------------------------------ |
| 2013 | Mnet Asian Music Awards                   | Best New Female Artist         |
| 2013 | Melon Music Awards                        | Hot Trend Award                |
| 2013 | KBS Gayo Daechukje                        | Artist of the Year             |
| 2013 | Style Icon Awards                         | New Icon                       |
| 2013 | Korea Cultural Entertainment Awards       | K-pop Teenage Star             |
| 2013 | Hawaii International Music Award Festival | Rising Star                    |
| 2013 | Korea Wave Awards                         | Pop-culture                    |
| 2013 | Seoul Foreign Correspondents' Club Awards | Foreign Correspondents Award   |
| 2013 | MTV IGGY:s                                | Artist of the Week             |
| 2014 | Gaon Chart K-Pop Awards                   | Hot Trend Award                |
| 2014 | Golden Disk Awards                        | New Rising Star (Digital)      |
| 2014 | Seoul Music Awards                        | New Artist Award               |
| 2014 | Asia Model Festival Awards                | Female Singer - New Star Award |